# Rugby à XV en Namibie
Le rugby à XV en Namibie est un sport collectif populaire en Namibie et dans la province qui l'a précédée, le Sud-Ouest africain. La Namibie étant autrefois dirigée par l'Afrique du Sud, le rugby en Namibie a souvent été influencé par les événements survenus dans ce pays et par son championnat national.

## Fédération
La Namibia Rugby Union est l'instance dirigeante du rugby à XV en Namibie. L'organisation a été créée en mars 1990, le mois même où elle a rejoint l'International Rugby Board (IRB). 
Avant l'indépendance en 1990, l'instance dirigeante du rugby namibien était le South African Rugby Board.

## Histoire

### Pré-indépendance
En 1915, pendant la Première Guerre mondiale, l’Afrique du Sud, membre du Commonwealth britannique et ancienne colonie britannique, occupa la colonie allemande du Sud-Ouest africain, connue plus tard sous le nom de Namibie. 
La date de naissance du rugby namibien est souvent fixée à 1916, date à laquelle il aurait été introduit par des migrants d'Afrique du Sud. À cause de ces données et du fait que l'Afrique du Sud a gouverné la Namibie pendant longtemps, elle peut donc être considérée comme l'un des nombreux pays de la sphère d'influence du rugby sud-africain, avec le Zimbabwe, le Lesotho, le Swaziland ou encore le Botswana. 
Les Lions britannique et irlandais ont joué à plusieurs reprises dans le Sud-Ouest africain, en 1962, 1968, 1974 et 1980. Le Sud-Ouest africain était alors sous le régime sud-africain, impliquant que le rugby y était entaché de l’image de l’apartheid. Par la suite, l’indépendance de la Namibie coïncida avec la période au cours de laquelle les Lions ne passaient plus en Afrique, en raison de la controverse liée à l'apartheid sud-africain. Lorsque les tournées des Lions en Afrique du Sud reprirent en 1997, ils ne disputèrent plus de matches contre d'autres équipes africaines, comme auparavant. 
De 1966 à 1988, la guerre d'indépendance de la Namibie battait son plein avec les guérillas de l'Organisation du peuple du Sud-Ouest africain (SWAPO) et d'autres luttes contre le régime sud-africain.

### Post-indépendance
La Namibie a attiré l’attention du rugby international en 1991, en battant la sélection italienne et celle irlandaise à deux reprises. L’équipe d'Irlande de Phil Matthews a été battue 15-6 lors du premier test match et 26-15 lors d’un deuxième match, à peine deux mois avant le début de la Coupe du monde de rugby 1991. Il n’était guère surprenant que les Irlandais soient pris au dépourvu par cette sélection africaine - la Namibie ayant auparavant stagné dans la division B de la Currie Cup en Afrique du Sud, ne s'en étant retiré qu'au cours des années 1980. 
Le rugby namibien a longtemps partagé certaines similitudes avec son homologue sud-africain, avec un jeu agressif et rapide adapté à son climat aride.  
John Robbie, ancien capitaine de l'Irlande et des Lions britanniques a rendu hommage à la Namibie en déclarant: 
« Namibia could never be fancied to win the Currie Cup against big sides such as the Transvaal and Western Province, but none of the top side ever travel to Windhoek expecting anything but the hardest of matches. »
Le premier frein majeur aux ambitions du rugby namibien est apparu lors des qualifications pour la Coupe du monde de rugby 1995, battue 13 à 12 par la Côte d'Ivoire, et faisant match nul 16 à 16 avec le Maroc, ce qui les empêcha de participer au tournoi,. La Namibie avait mis au repos plusieurs joueurs importants contre la Côte d'Ivoire dans ce match. Cependant, plus récemment, la Namibie a été le représentant le plus régulier de l’Afrique au-delà de l’Afrique du Sud elle-même.

### Présent
Comme en Afrique du Sud, le sport est le surtout populaire parmi les afrikaans, mais également pour de nombreux Namibiens blancs anglophones. Ce sport est populaire dans les lycées, mais la population jouant au rugby à XV en Namibie est encore relativement modeste, avec seulement 19 clubs et environ 8 192 joueurs seniors inscrits en 1990. 
En tant que pays vaste et peu peuplé, doté de peu d’infrastructures, les joueurs doivent souvent parcourir d’énormes distances pour se rendre aux matchs. Une autre caractéristique inhabituelle du rugby namibien est une forte proportion de chrétiens évangélistes, qui organisent souvent des réunions de prière avant les matches et refusent parfois de jouer le dimanche. 

## Équipe nationale

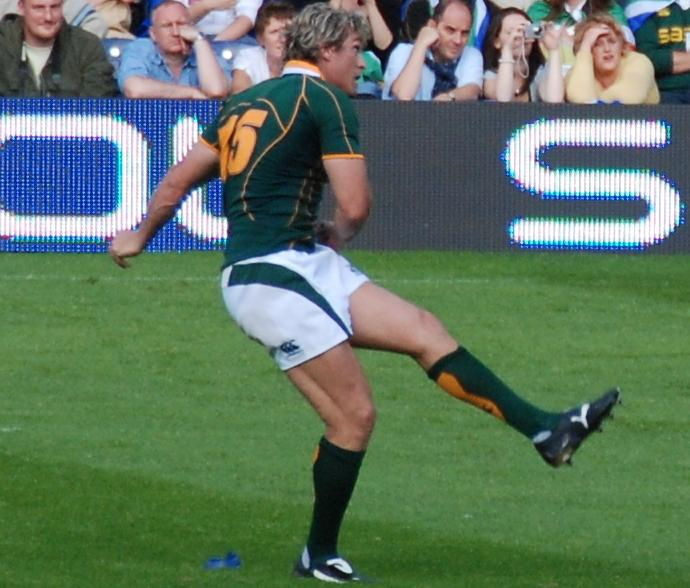
Percy Montgomery, né à Walvis Bay, joue pour les Springboks.

L’Équipe nationale namibienne est connue sous le nom des Welwitschias. 
Jusqu'à l'indépendance du pays, les joueurs namibiens étaient également éligibles pour représenter l'Afrique du Sud. Parmi les Springboks nés en Namibie on trouve des joueurs comme Jan Ellis et Percy Montgomery (bien que dans ce dernier cas, son lieu de naissance, Walvis Bay, fut une enclave sud-africaine jusqu'en 1994). 
Certains joueurs namibiens ont aussi une certaine notoriété pour des raisons sortant de leur pratique directe du rugby en Namibie. Par exemple: 
- Rudi van Vuuren est aussi un joueur de cricket de la Coupe du Monde en Namibie[5] et médecin. Il est surtout connu pour avoir représenté son pays à la fois à la Coupe du monde de cricket 2003 et la Coupe du monde de rugby à XV 2003 ; En conséquence, il est devenu le premier homme à concourir dans les dernières phases des compétitions de coupe du monde de cricket et de rugby au rugby la même année[7].
- Schalk van der Merwe a également attiré l'attention de la presse car il est un apprivoiseur d'animaux à temps partiel et travaille régulièrement avec des lions[5].
- Bratley Langenhoven, qui joue pour le champion allemand SC 1880 Frankfurt
- Marius Visser, le joueur le plus lourd de la Coupe du monde de rugby 2007, avec 140 kg[8].

## Compétitions domestiques

### Currie Cup
La Currie Cup est la plus importante compétition nationale de rugby en Afrique du Sud, avec des équipes représentant soit des provinces entières, soit des régions importantes dans les provinces. Avant l’indépendance de la Namibie en 1990, l’équipe namibienne, en tant que Sud-Ouest africain, a participé à cette Currie Cup en Afrique du Sud. Leur meilleur résultat était en 1988, quand ils ont terminé troisième de ce tournoi. Ils avaient remporté la division B de la coupe en 1987, en battant les Western Transvaal. 

### Compétitions sud-africaines
Une équipe namibienne appelée les Welwitschias a également participé à plusieurs compétitions sud-africaines. Ils ont pris part à la Vodacom Cup en 2010, 2011 et 2015. La Vodacom Cup est une compétition de deuxième division principalement utilisée pour le développement de jeunes joueurs. Elle se déroule parallèlement à la saison de Super Rugby et concerne les 14 fédérations provinciales sud-africaines ainsi que les Pampas XV d'Argentine et les Simba XV du Kenya. 
Après la fin de la compétition en 2015, les Welwitschias ont joué dans la première division de la Currie Cup, ainsi qu'à la compétition de remplacement de la Coupe Vodacom, le Rugby Challenge, lancé en 2017. Cependant, avant le début de la Currie Cup 2018, de nombreuses équipes connaissaient des difficultés financières. Les Welwitschias avaient été informés qu'ils devraient supporter les frais de déplacement des équipes se rendant à des jeux à Windhoek, mais - après avoir indiqué qu'ils avaient collecté des fonds avec l'aide de World Rugby  - ils ne purent finalement pas réunir les fonds nécessaires, annonçant ainsi leur retrait de la compétition.

### Championnat de Namibie
Le championnat territorial est en vigueur depuis 1920,.
Depuis l'indépendance, il est organisé en tant que championnat national, la Rugby Premier League. Les équipes pour la saison 2016 sont : 
- Dolphins RC
- FNB Wanderers
- FNB Western Suburbs RC
- Kudus RC
- Mariental RC
- Neo Paints Reho Falcon RC (de)
- Polytechnic of Namibia RC « Polytech »
- Rehoboth RC
- Trustco United RC
- University of Namibia RC « Unam »
- Walvis Bay R.C

## Compétitions internationales

### Coupe du monde de rugby
La Namibie a participé à la Coupe du monde à cinq reprises, en 1999, 2003, 2007, 2011 et 2015, mais n'a jamais gagné un match. En août 2018, les Welwitchias se sont qualifiés pour leur sixième Coupe du monde de rugby en battant le Kenya 53-28 à Windhoek. Ils doivent jouer dans la poule B (avec leurs voisins sud-africains) de la Coupe du monde 2019 au Japon. 